# Scuole per sordi negli Stati Uniti d'America
Negli Stati Uniti d'America le scuole per sordi sono i luoghi d'istruzione e di educazione per bambini e ragazzi sordi.
Il primo pioniere a costruire delle scuole per sordi fu il reverendo Thomas Hopkins Gallaudet che fondò nel 1864 il National College for the Deaf and Dumb, oggi conosciuto come Gallaudet University.
Il metodo d'insegnamento è il bilinguismo, applicato al metodo del reverendo Gallaudet. Lo stesso Gallaudet rifiutò la decisione del Congresso di Milano del 1880 che approvarono il metodo dell'oralismo puro.

## Scuole
| Scuola o istituto                                    | Anno di fondazione | Stato                 | Città            |
| ---------------------------------------------------- | ------------------ | --------------------- | ---------------- |
| New Orleans Oral School                              | ???                | Louisiana             | New Orleans      |
| Virginia School for the Deaf and the Blind           | 1846               | Virginia              | Staunton         |
| Wisconsin School for the Deaf                        | 1852               | Wisconsin             | Delavan          |
| Model Secondary School for the Deaf                  | 1966               | Distretto di Columbia | Washington       |
| Lexington School and Center for the Deaf             | 1865               | New York              | Queens           |
| Horace Mann School for the Deaf and Hard of Hearing  | 1869               | Massachusetts         | Allston          |
| Eastern North Carolina School for the Deaf           | 1964               | Carolina del Nord     | Wilson           |
| Colorado School for the Deaf and Blind               | 1874               | Colorado              | Colorado Springs |
| Alaska State School for the Deaf and Hard of Hearing | 1975               | Alaska                | Anchorage        |

## Università
| Scuola o istituto                         | Anno di fondazione | Stato                 | Città      |
| ----------------------------------------- | ------------------ | --------------------- | ---------- |
| Gallaudet University                      | 8 aprile 1864      | Distretto di Columbia | Washington |
| National Technical Institute for the Deaf | 1965               | New York              | Rochester  |